# Gold-Rad

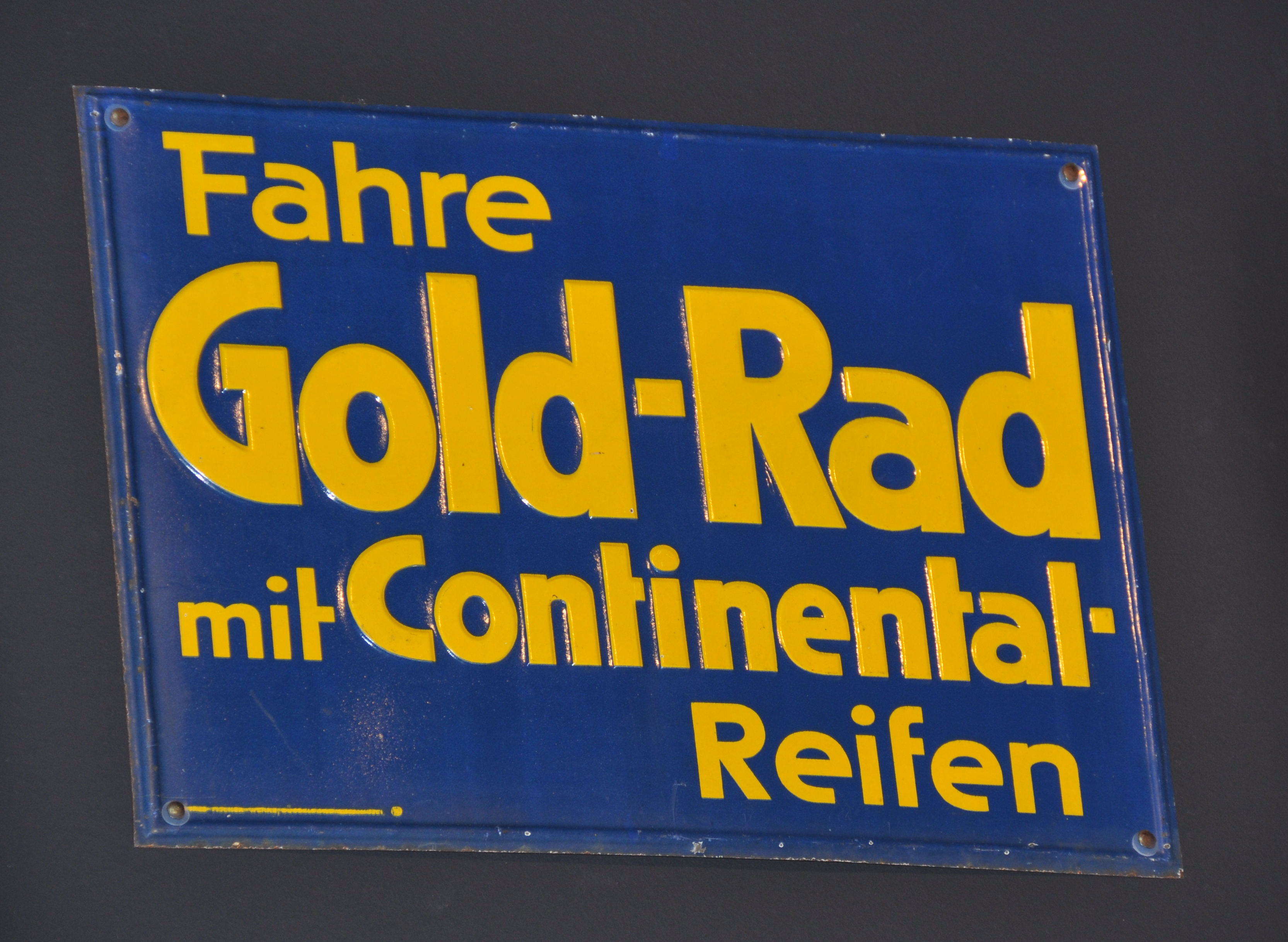
Werbung für Gold-Rad

Gold-Rad ist die Marke, unter der das Kölner Unternehmen Goldberg von 1892 bis 1998 Fahrräder produzierte.

## Firmengeschichte

### Gründung und erste Jahre

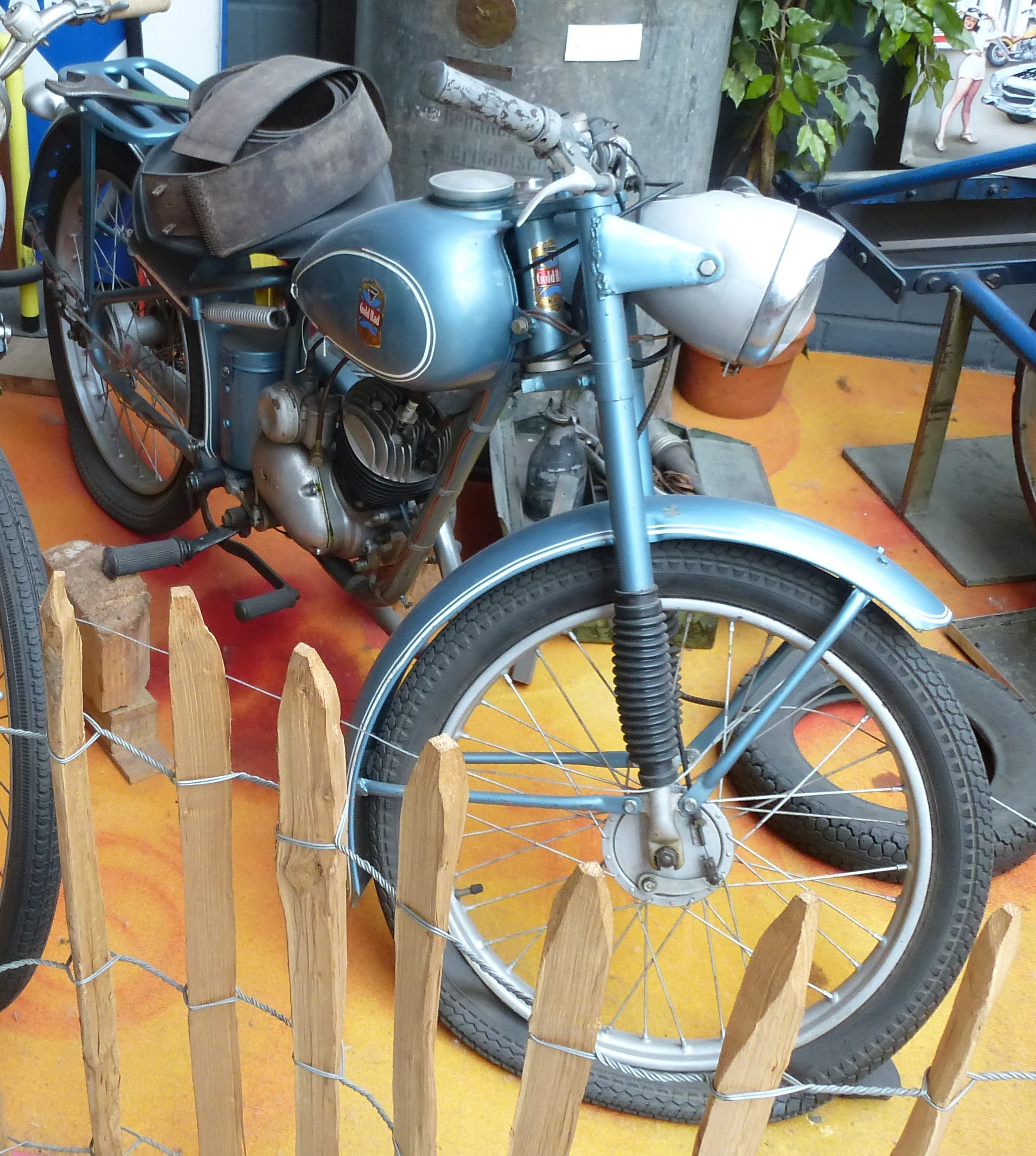
Gold-Rad T 51 mit Sachs-Einbaumotor

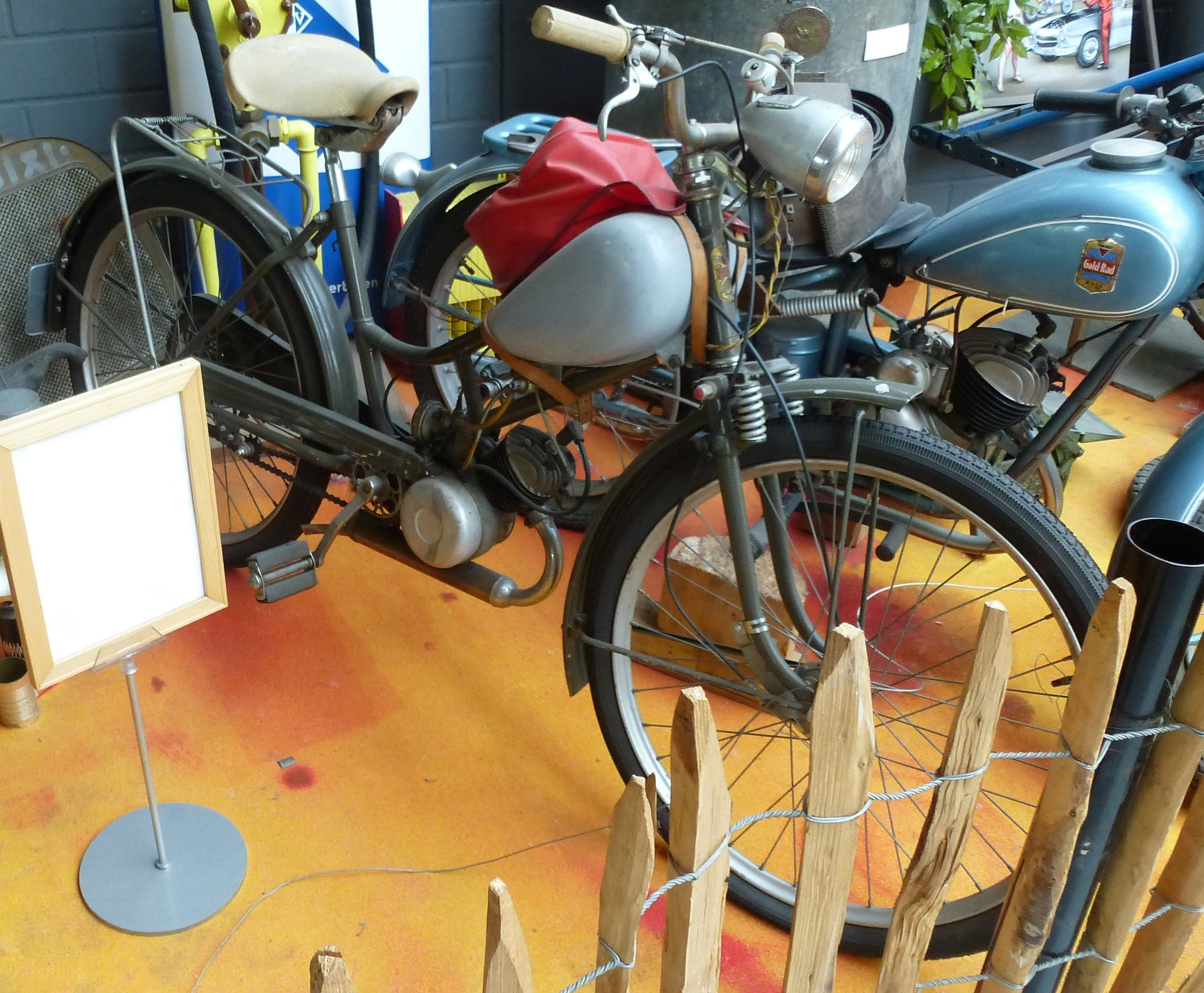
Goldrad (sic!) 53 I von 1953/54 mit Einbaumotor ILO FP 50 mit 1,5 PS (Vorderradgabel evtl. vom „54 S“, Tank noch unlackiert)

Gegründet wurde das Unternehmen 1892 von Benjamin Goldberg in Siegburg, nachdem dieser seine Lehrzeit als Polsterer abgeschlossen hatte. Sein Interesse galt dem Fahrrad, und er bemühte sich um die Vertretung von Nähmaschinen- und Fahrradherstellern, darunter auch „Allright“. Er erfand den Namen „Gold-Rad“, ließ sich diesen Namen schützen und zog 1910 nach Köln in die Nähe des Ebertplatzes um. 1912 wurde der erste Katalog mit eigenen Modellen herausgegeben.
Mit Beginn des Ersten Weltkriegs sanken die Umsätze zunächst, erholten sich jedoch im Laufe des Krieges, da das Fahrrad infolge von Benzinknappheit wieder verstärkt nachgefragt wurde. Das Unternehmen überstand die Inflationszeit und konnte sogar zusätzliche Filialen und Auslieferungslager in anderen Städten eröffnen. 1930 wurde in Köln-Ehrenfeld eine moderne Fahrradfabrikation eröffnet. Auch die Weltwirtschaftskrise mit hoher Arbeitslosigkeit überstand das Unternehmen durch die Findigkeit seiner Besitzer. Wie schon während des Krieges waren Fahrräder als billige Transportmittel zunehmend gefragt, und Goldberg errichtete ein System, nach dem Kunden ihre Räder mit monatlichen Raten abzahlen konnten.

### Von den 1930er Jahren bis 1998
„Gold-Rad“ richtete einen eigenen Rennstall ein und nahm namhafte Berufsrennfahrer unter Vertrag. Bei Radrennen setzte Goldberg den sogenannten „Glaswagen“ ein, einen LKW mit verglaster „Vitrine“, aus dem Werbeprospekte verteilt wurden. Ein besonderer Werbe-Erfolg gelang, als der Kölner Toni Merkens mit einem eigens für ihn gebauten „Gold-Rad“ die Goldmedaille im Sprint bei den Olympischen Spielen 1936 errang. Probleme ergaben sich in der Zeit des Nationalsozialismus durch den vermeintlich jüdisch klingenden Namen „Goldberg“; die Firmeninhaber wiesen jedoch nach, dass ihre christlichen Wurzeln bis 1640 zurückreichten. Ab Beginn des Zweiten Weltkriegs belieferte das Unternehmen die Wehrmacht mit Fahrrädern, Ersatzteilen und Werkzeugen. Im Bombenkrieg wurden Fertigungsräume und Büros zerstört und alles Verwertbare in ein Depot nach Bergisch Gladbach gebracht. Der Firmengründer Benjamin Goldberg starb 1944; seine beiden Söhne Albert und Carl waren seine Nachfolger.
Nach dem Krieg wurde eine neue Produktionsstätte in Köln-Riehl eröffnet; 1950 begann die Produktion von Kinderfahrzeugen und Fahrrädern. 1998 wurde der Betrieb geschlossen.

## Produkte
Die Familie Goldberg war nicht nur ideenreich, was Verkaufsstrategien anging, sondern konnte durch immer wieder neue Ideen im Fahrzeugbau über viele Jahrzehnte den Fortbestand von „Gold-Rad“ sichern.
In den 1930er Jahren brachte „Gold-Rad“ ein Fahrrad mit einem Hilfsmotor von Fichtel & Sachs mit großem Erfolg auf den Markt. Zu dieser Zeit wurde auch eine Abteilung für die Herstellung von Auto- und Motorradteilen eingerichtet.

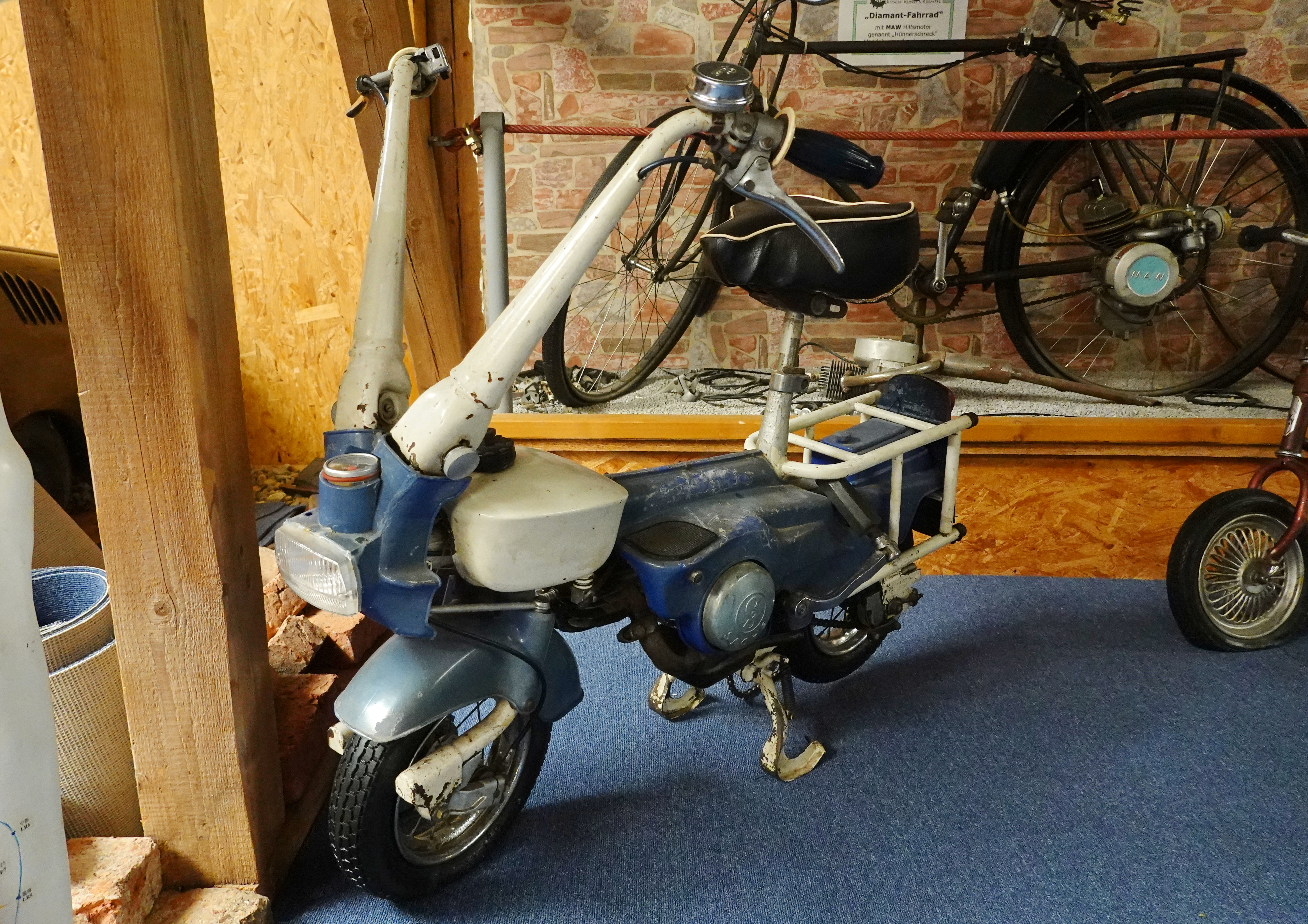
Motograziella, ein Klappmofa

Ab 1950 produzierte „Gold-Rad“ auch Kinderfahrzeuge sowie ausgefallene Fahrradmodelle wie Saalsporträder. Von dieser Zeit an bis Mitte der 1950er-Jahre wurden auch Motorräder mit 98-cm³-Motor und weiterhin Motorfahrräder bzw. Mopeds angeboten. Der in den meisten 100er-Motorrädern damals eingebaute Sachs-Zweitaktmotor der Gold-Rad T 51 leistete 2,75 PS bei 4000/min. Die Höchstgeschwindigkeit des Motorrads betrug 67 km/h. In den 1960er-Jahren folgte die Produktion des Klapprades „Piccolo“. Ergänzt wurde das Programm durch Heimsportgeräte.
In den 1970er Jahren vertrieb „Gold-Rad“ die Motograziella – ein aus Italien importiertes Mofa mit kleinen 8-Zoll-Rädern, das sich durch Umklappen der beiden Lenkerhälften sowie Einschieben des Sattels auf ein kleines Packmaß bringen ließ.